# ヤニック・ネゼ＝セガン
ヤニック・ネゼ＝セガン（Yannick Nézet-Séguin、1975年3月6日 - ）は、カナダの指揮者。

## 人物・来歴
1975年、教育学の教授を両親として、モントリオールに生まれる。5歳でピアノを始め、10歳で指揮者を目指すようになり、ケベック音楽院モントリオール校でピアノと室内楽を学ぶ一方、プリンストンのウェストミンスター・クワイヤー・カレッジで合唱指揮を学ぶ。
14歳でモントリオール・ポリフォニー合唱団のリハーサル指揮者を務め、19歳で同団体の監督に就任した他、モントリオール・オペラの合唱指揮者も務めた。1995年にはシャペル・ド・モントリオールを創設し、2000年にはモントリオール・オペラの音楽アドバイザーとグラン・モントリオール・メトロポリタン管弦楽団の首席指揮者並びに芸術監督に就任。2003年から2006年までヴィクトリア交響楽団の首席客演指揮者を務める。2005年頃からヨーロッパでの指揮活動も盛んになり、シュターツカペレ・ドレスデン、フランス国立管弦楽団などを指揮している。
2008年から2018年までロッテルダム・フィルハーモニー管弦楽団の音楽監督、同じく2008年から2014年までロンドン・フィルハーモニー管弦楽団の首席客演指揮者を務める。2008年のシーズンからはアメリカ合衆国での指揮活動も本格化させ、シャルル・デュトワに招かれてフィラデルフィア管弦楽団にデビューした他、ボストン交響楽団、ロサンゼルス・フィルハーモニックなどに客演する。また、同年にはザルツブルク音楽祭でグノーの『ロメオとジュリエット』を指揮した。更に2009年から2010年にかけて、ウィーン・フィルハーモニー管弦楽団、ベルリン・フィルハーモニー管弦楽団、メトロポリタン歌劇場にデビューし、2011年1月にはライプツィヒ・ゲヴァントハウス管弦楽団の定期演奏会に初登場した。
2010年6月には2012年のシーズンからフィラデルフィア管弦楽団の音楽監督に就任することが発表された。また、2013年4月には同年のシーズンからドルトムント・コンツェルトハウスのレジデント・アーティストに指名されたことが発表され、2015年のシーズンには同地位においてウィーン・フィル、バイエルン放送交響楽団を含む複数のオーケストラとのブルックナー・ツィクルスが予定されている。
2016年6月、フィラデルフィア管弦楽団を率いての来日公演中に、ニューヨークのメトロポリタン歌劇場が次期音楽監督にヤニック・ネゼ＝セガンを指名する、との正式発表がなされた。フィラデルフィア管弦楽団の音楽監督を兼務しながらのメトロポリタン歌劇場の就任（2018年から）となる。ニューヨークとフィラデルフィアは、高速鉄道で1時間を少し超えた、感覚としては名古屋と大阪の距離位置にある。かつてカラヤンがウィーン国立歌劇場とベルリンフィルの間を行き来していたような精力的な活動を、東海岸を代表する2大都市の間で活躍することを期待されている。
影響を受けた指揮者としてデュトワとカルロ・マリア・ジュリーニを挙げており、特にジュリーニには1997年から1998年の間にリハーサルに立ち会わせてもらうなどして教えを受けている。

## 録音
録音活動も活発で、グラン・モントリオール・メトロポリタン管弦楽団とニーノ・ロータやサン＝サーンス、ドビュッシー、マーラー、ブルックナーなどを録音する一方、ピアニストとして歌曲録音での伴奏なども務めている。
2012年7月にはドイツ・グラモフォンへモーツァルトの7大オペラを録音することが発表され、更に2013年2月には同じくドイツ・グラモフォンにフィラデルフィア管弦楽団とスタジオ録音を行うことが発表された。